# Pierre-Louis de Massac
Pierre-Louis de Massac, né à Unet, près de Tonneins, dans l'Agenais, le 25 août 1728, et mort en 1779, est un agronome français.

## Biographie
Fils aîné de Jean de Massac, sieur de Calot, avocat au parlement de Bordeaux, lieutenant civil et criminel de la sénéchaussée d'Aiguillon, et de Jeanne de Bourillon. Agronome, il achève ses études à Paris et se fait recevoir avocat au Parlement. Puis il renonce au barreau pour partager son temps entre l’agriculture et le travail du cabinet.
La Société d’agriculture de Berne lui a décerné une médaille d’or, en l’invitant à étendre son travail, mais c’est son frère, Raimond de Massac, receveur de rentes à Paris, qui publie la nouvelle édition, après sa mort, sous le titre de Recueil d’instructions économiques (1779, in-8°).
Il fut membre de la Société royale d’agriculture de la généralité de Limoges, au Bureau de Brives, et de l’Académie des sciences, inscriptions et belles-lettres de Toulouse.
Pierre Louis de Massac épouse le 17 décembre 1767 Marie Louise Catherine Le Fillâtre de Marcouville, dont il aura une fille, Catherine.
Pierre-Louis de Massac est l'arrière-arrière-petit-fils de Salomon de Massac, sieur de Calot et de Bertranet (1610-1663), docteur en médecine, médecin du prince d'Orange, du maréchal de Turenne et du duc de La Force; il est alors surnommé "l'Oracle de la providence".
Pierre-Louis de Massac est un neveu éloigné de Raymond de Massac, né vers 1550 à Clairac (Lot-&-Garonne), seigneur de Bicon. Médecin, il s’installe en 1586 à Orléans où il meurt en 1620, doyen de la faculté. Poète latin et français, il publie notamment Pugae, sive de lymphis Pugiacis libri duo Paris 1599, qui célèbre les eaux de Pougues (près de Nevers) ; édité en latin, ce poème fut traduit en français par son fils Charles de Massac. Raymond publie également une traduction en français des métamorphoses d’Ovide.  Il épouse Louise Le Gendre, dont Charles, Raymond et Marguerite. Enfin, il est également le cousin éloigné de Claude de Massac (1664-1748), prédicateur du roi, général et ministre de l'ordre de la Trinité et Rédemption des captifs, vicaire général de l'ordre des Mathurins de 1716 à 1746.

## Publications
- avec Sélébran l'aîné, Discours et Mémoire relatifs à l’agriculture, Paris, 1753, in-12 ; Paris : Impr. de Moreau, 1763, in-12, 44 p.
- Recueil d’instructions et d’amusements littéraires, Amsterdam-Paris, 1765, in-12
- Mémoire sur la manière de gouverner les abeilles, dans les nouvelles ruches de bois, Paris, 1766, in-12
- Mémoire sur la qualité et sur l’emploi des engrais, Paris : chez Ganeau, 1767, in-12, IV-167 p.

## Sources
- Florian Reynaud, Les bêtes à cornes (ou l'élevage bovin) dans la littérature agronomique de 1700 à 1850, Caen, thèse de doctorat en histoire, 2009, annexe 2 (publications) et annexe 22 (biographie)